# Brisighella
Brisighella är en ort och kommun i provinsen Ravenna i regionen Emilia-Romagna i Italien. Kommunen hade 7 498 invånare (2018).